# Nattblindhet
Nattblindhet, eller mörkerblindhet innebär svårigheter att se i mörker. Det är ett tecken på att ögats ljuskänsliga pigmentceller som registrerar ljus, stavarna, inte fungerar som de ska. Den vanligaste orsaken till nattblindhet är a-vitaminbrist och orsaken till nattblindhet i det fallet är att vitamin A, retinol, behövs för att producera rodopsin som är viktigt för att syncellerna ska exciteras av det infallande ljuset.
Nattblindhet kan även bero på andra tillstånd som försämrar stavarnas funktion, Retinitis pigmentosa, är ett samlingsnamn på ett hundratal ärftliga ögonsjukdomar som drabbar ögats näthinna. Sjukdomen och graden av synskada varierar avsevärt mellan olika familjer men också inom samma familj. Man tror att det finns omkring 4000 personer med ärftlig näthinnesjukdom i Sverige. RP är den vanligaste orsaken till grav synskada i yrkesverksam ålder.
Retinitis är latin och betyder inflammation av retina, det vill säga näthinnan. Termen är gammal och felaktig eftersom RP inte är någon inflammation utan en degeneration. Med degenerativ menas att det sker en fortlöpande förstörelse av celler. I detta fall förstörs ögats synceller, det vill säga tappar och stavar. Ordet pigmentosa kommer av att det hos de flesta med RP bildas pigmentklumpar i ögonbotten.
Redan under antiken kände dåtidens människor till att nattblindhet existerade och hur man kunde bota tillståndet. De kände inte till att en brist på A-vitamin kan orsaka nattblindhet, men de verkar ändå ha känt till att det fanns en koppling mellan kosten och sjukdomstillståndet. Man har till exempel funnit dokument från 1500-talet f.Kr. där det framgår att den rekommenderade behandlingen är ett applicera stekt oxlever mot ögat.
Tillståndet kan även orsakas av grå starr, diabetesrenopati och abetalipoproteinemi. Det enda symptomet på tillståndet är svårighet att se i mörker. Det är mer sannolikt att man drabbas av detta tillstånd när man förflyttar sig från en ljus miljö till ett område med låg belysning, eftersom denna omställning kan vara besvärande för ögonen.